# Grudynia Wielka (gromada 1962–1972)
Grudynia Wielka (do 29 IV 1962 Uciszków) – dawna gromada, czyli najmniejsza jednostka podziału terytorialnego Polskiej Rzeczypospolitej Ludowej w latach 1954–1972.
Gromady, z gromadzkimi radami narodowymi (GRN) jako organami władzy najniższego stopnia na wsi, funkcjonowały od reformy reorganizującej administrację wiejską przeprowadzonej jesienią 1954 do momentu ich zniesienia z dniem 1 stycznia 1973, tym samym wypierając organizację gminną w latach 1954–1972.
Gromadę Grudynia Wielka z siedzibą GRN w Grudyni Wielkiej utworzono 30 kwietnia 1962 w powiecie kozielskim w woj. opolskim, przenosząc siedzibę GRN gromady Uciszków z Uciszkowa do Grudyni Wielkiej i zmieniając nazwę jednostki na gromada Grudynia Wielka.